# Aimé-Gabriel d'Artigues
Pour les articles homonymes, voir d'Artigues.
Aimé-Gabriel d'Artigues, né à Paris le 26 février 1773 et mort dans la même ville le 27 mars 1848, est un ingénieur pionnier de l'industrie du verre-cristal au plomb, financier et industriel d'origine française. Ce fondateur des Cristalleries de Baccarat s'est fait naturaliser belge après 1830.

## Ingénieur innovant et directeur d'usine
D'abord formé à Paris, puis professionnellement à Bitche auprès de son parrain G.A. Jourdan usinier en location et du technicien verrier, Monsieur de Beaufort, qui lui apprend la calcination et la préparation de la matière verrière, en particulier le verre-cristal au plomb, ce jeune chimiste qui deviendra vite un financier très averti de la technique, dirige l'établissement des Cristalleries Saint-Louis en Moselle, appartenant au baron de Coëtlosquet. L'établissement avait mis au point un cristal au plomb de grande qualité esthétique en 1779. 
Gabriel, soucieux de rattraper l'art du verre anglais à qualité optique, poursuit les recherches. Les résultats sont prometteurs : la verrerie de Saint-louis reçoit une médaille d'or à Paris à l'occasion de l'exposition de l'industrie en l'an VI (1798). Gabriel est désormais un industriel et technicien reconnu, il rédige pour l'institut un traité sur l'art de la verrerie en 1800. 
Aimé-Gabriel d'Artigues diversifie ses investissements : il achète en 1802 la verrerie impériale de Vonêche en Belgique. Il reconstruit, restaure les installations et recentre la production sur un cristal de luxe, très voisin de la meilleure qualité anglaise. Il fonde avec une nouvelle équipe industrielle la Cristallerie de Vonêche. En 1805, il prend un quart de concession dans l’exploitation d’une mine de plomb à Commern, près d’Aix-la-Chapelle. 
En 1806, la cristallerie de Vonêche reçoit une médaille d'argent pour la qualité de ses cristaux de verre. Il reste à ses maîtres verriers et souffleurs de verre, à la travailler en semi-fusion pour en dévoiler le potentiel artistique.
Gabriel rédige en 1809 pour l'Institut un mémoire sur l'art de fabriquer du "Flint glass", bon pour les applications en optique, du type lunette et objectif. Son entreprise rejoint et peut-être dépasse, par sa gamme de produits, le savoir-faire des fils de John Dollond. Le chimiste Thénard le cite comme auteur et inventeur dans son traité de chimie. Son usine sort en 1810 la magnifique carafe en cristal de Vonêche. En 1811, Aimé-Gabriel d'Artigues figure parmi les membres du comité des arts et manufactures de France. 
L'usine compte en 1810 plus de 650 ouvriers et devient la plus grande cristallerie continentale d'Europe du Premier Empire français.
Aimé-Gabriel d’Artigues s’est attaché, dès 1802-1805, le chimiste François Kemlin et, en 1820, Auguste Lelièvre, jeune ingénieur.
Après la chute de Napoléon Ier et le rattachement des anciens Pays-Bas autrichiens (future Belgique) au royaume restauré des Pays-Bas au profit de la maison d'Orange-Nassau, il est forcé par les autorités royales d'investir en France et d'y assurer une production minimale de cristal de luxe pour garder un droit d'exportation vers le royaume de France. Louis XVIII autorise son installation en France. Il achète une succursale du piémont des Vosges aux confins du département de Meurthe, sur le site de l'ancienne Verrerie Saint Anne, abandonnée depuis 1813/1814, à Baccarat. Son entreprise démarre sous le nom de Cristalleries de Vonêche à Baccarat, elle a connu et connaît encore une renommée mondiale sous le nom de cristallerie de Baccarat.
La matière technique est au point. Il reste à laisser les maîtres verriers, hommes de l'art sur ce point aussi novices que leurs apprentis, maîtriser la matière et développer une technique de couches de cristaux épaisses et renforcées, aptes à la taille riche ou à la gravure profonde à froid, voire au moulage à chaud par compression. Les côtes plates peuvent recevoir une taille diamant. La beauté de produits taillés est remarquable en 1820. Tous les éléments techniques et humains sont présents dans l'entreprise, bicéphale à Vonêche et à Baccarat, pour réaliser par exemple le service royal de Charles X, données au monarque à l'occasion de sa visite bachamoise en 1828.
Aimé-Gabriel est aussi un inventeur mécanique. Pour monter l'eau dans les greniers de la fabrique ou sur les hautes terrasses de ses beaux parcs et jardins à Baccarat, il met au point une roue à balancier, qui se meut par une répartition de la force hydraulique, captée grâce à une prise d'eau au sortir d'une vanne issue du canal droit de la Meurthe. Il dépose un brevet public sur un balancier mécanique et sa prise d'eau en 1817. Il en profite pour équiper les ateliers de taille de cristal, autrefois au simple tour manuel, avec un dispositif de force mécanique d'origine hydraulique. Avec ses collaborateurs, les maîtres verriers et leurs apprentis, il conçoit la disposition des fours pour le recuit de la matière vitreuse ou paraison, les bancs de verrier et l'espace nécessaire de travail et de soufflage.

## Rentier bourgeois, parisien puis belge
Aimé-Gabriel a dès ses premiers investissements à succès mené grand train, soucieux d'un environnement digne d'une vie princière notamment à Vonêche en aménageant un vaste château. Même débordé et endetté après l'obligation de mettre sur pied une usine française à Baccarat, cet homme entreprenant au goût de luxe ne peut s'empêcher de construire un château près de sa cristallerie. S'il souhaite vivre en grand seigneur industriel, son esprit n'en fourmille pas moins d'idéaux sur la condition humaine. Au cours de ses nombreux voyages en calèche, il a observé les victimes paysannes, toute hâves et chancelantes, de la famine de 1817. Connaissant l'état catastrophique du royaume de France, où il a englouti déjà tous ses biens, le scientifique ému apprend la perpétuation des disettes, alors qu'il connaît l'ampleur des récoltes de grains de certaines provinces. Soucieux d'aider les paysans miséreux, il publie en 1820 un mémoire sur la conservation des blés. 
Ses dettes catastrophiques l'obligent en 1822 à se séparer de la cristallerie de Baccarat, lourdement déficitaire et de la verrerie de Blamont, pourtant prospère, pour garder ses parts de l'usine de Vonêche, où François Kemlin devient son fondé de pouvoir. Aimé-Gabriel est malade lorsqu'il se sépare de ses biens immobiliers. L'homme d'affaires, psychologiquement épuisé par ces désastres financiers, se retire à Paris et abandonne toute activité. En 1825, Aimé-Gabriel, industriel rentier à Paris, épouse Anne Georges. Est-il un bourgeois encore maladif ou un convalescent paisible, guéris de sa maladie nerveuse ou de sa dépression ? Des textes claires et précis sur ces actions passées et sa générosité philanthropique, de 1825 à 1829, incitent plutôt à la seconde alternative.   
En 1825, ses deux anciens collaborateurs dirigeants et administrant l'usine de Vonêche, François Kemlin et Auguste Lelièvre proposent à leur ancien patron, Aimé-Gabriel d'Artigues, de lui racheter son usine. Devant son refus, ils s'en allèrent en 1826 dans la région de Liège fonder les Cristalleries du Val-Saint-Lambert. Aimé-Gabriel et sa femme reprennent les rênes de l'entreprise, en nommant une équipe réduite de gestionnaires et de techniciens. 
Ces patrons apparemment lointains sont encore vénérés en pays de Vonêche.
La cristallerie saint Lambert, plus moderne et fonctionnant avec des fours à charbon plus efficaces que les fours à bois de Vonêche, contraignit à la vente des cristalleries de Vonêche en 1831 aux propriétaires de la Cristallerie de Baccarat. Il s'agit d'un processus de concentration typique des industries chimiques naissantes.